# Nona Hendryx
Nona Hendryx (Trenton, 9 ottobre 1944) è una cantante, produttrice discografica, musicista, autrice di canzoni e attrice statunitense.
Nona Hendryx è nota sia per il suo lavoro da solista che per aver fatto parte del trio Labelle, che ha cantato la hit Lady Marmalade. La sua produzione musicale ha spaziato tra soul, funk, dance e R&B, fino all'hard rock, l'art rock e alla world music. Ha dichiarato di essere lontana parente del chitarrista statunitense Jimi Hendrix.